# Nowiny Przytockie
Nowiny Przytockie – kolonia w Polsce położona w województwie lubelskim, w powiecie lubartowskim, w gminie Jeziorzany.
W latach 1975–1998 miejscowość administracyjnie należała do ówczesnego województwa lubelskiego.